# Cocaine Anonymous

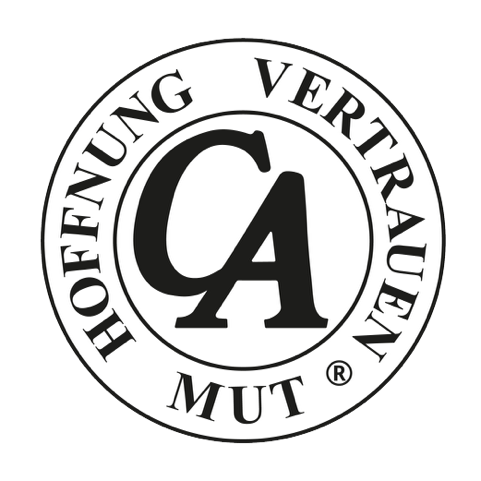
Cocaine Anonymous Logo

Cocaine Anonymous (C.A.) ist ein Zwölf-Schritte-Programm, das 1982 für Menschen gegründet wurde, die von ihrer Drogenabhängigkeit genesen wollen. Es ist eng an die Anonymen Alkoholiker angelehnt. Die beiden Gemeinschaften sind nicht miteinander verbunden. Viele C.A.-Mitglieder waren von Kokain, Crack, Speed oder ähnlichen Substanzen abhängig. C.A. nimmt ohne Einschränkung alle als Mitglieder auf, die von „Kokain und allen anderen bewusstseinsverändernden Substanzen“ frei werden wollen.
C.A. verwendet das blaue Buch Anonyme Alkoholiker als Basistext. Ergänzend hierzu gibt es das Buch Hoffnung, Vertrauen und Mut II, in dem die Lebensgeschichten von C.A.-Mitgliedern erzählt werden und das AA-Buch Zwölf Schritte und Zwölf Traditionen.

## Geschichte
C.A. wurde 1982 in Los Angeles von dem inzwischen verstorbenen Johnny Segal und einigen anderen gegründet. Segal arbeitete in der Filmindustrie und sah eine Reihe von Menschen, die Probleme hatten, bei jemandem Hilfe zu finden, der sich mit den besonderen Schwierigkeiten der Kokainabhängigkeit auskannte.

### Gründungsphase CA Deutschland
Im August 2007 wurde auf der 24. Weltdienstkonferenz (World Service Conference) Deutschland als eigenes Gebiet bestätigt. Die ersten Zusammenkünfte wurden in Hamburg abgehalten und eine Webseite eingerichtet.
2013 wurde die Gruppe – nach dreijähriger Pause – wieder aktiv. Die ersten Meetings fanden in Frankfurt statt. Englische CA-Literatur wurden ins Deutsche übersetzt.
2015 wurde der Verein „CA Deutschland Service-Center“ zur Administration der Gruppe CA Deutschland gegründet. Die Mitglieder dieses Vereins sind weisungsgebunden. Am 6. Januar 2016 erfolgte die Eintragung in das Vereinsregister.

## Verwandte Selbsthilfegruppe
Co-Anon (früher CocAnon) ist ein Programm für Familien von Kokainkonsumenten, analog zu Al-Anon für Freunde und Angehörige von Alkoholikern.